# Euchlaena marginata
Euchlaena marginata är en fjärilsart som beskrevs av George Duryea Hulst 1896. Euchlaena marginata ingår i släktet Euchlaena och familjen mätare. Inga underarter finns listade i Catalogue of Life.